# Csönge, Vas
Csönge  este un sat în districtul Celldömölk, județul Vas, Ungaria, având o populație de 399 de locuitori (2011). 

## Demografie
Componența etnică a satului Csönge
     Maghiari (87,26%)
     Romi (10,58%)
     Germani (2,16%)
Componența confesională a satului Csönge
     Luterani (44,86%)
     Romano-catolici (42,11%)
     Fără religie (2,26%)
     Reformați (1,25%)
     Necunoscută (9,52%)
Conform recensământului din 2011, satul Csönge avea 399 de locuitori. Din punct de vedere etnic, majoritatea locuitorilor (87,26%) erau maghiari, existând și minorități de romi (10,58%) și germani (2,16%). Nu există o religie majoritară, locuitorii fiind luterani (44,86%), romano-catolici (42,11%), persoane fără religie (2,26%) și reformați (1,25%). Pentru 9,52% din locuitori nu este cunoscută apartenența confesională.